# 雷諾茲冰川
77°36′S 145°55′W / 77.600°S 145.917°W
雷諾茲冰川（英語：Reynolds Glacier）是南極洲的冰川，位於瑪麗伯德地，長9公里，流經海恩斯山脈，最終注入哈蒙德冰川，美國地質調查局根據測量和該國海軍的空中照片繪入地圖，現時由南極條約體系管理。